# Undressing Underwater
Undressing Underwater ist das erste Soloalbum von Rusty Anderson. Es erschien zuerst 2003 als Eigenproduktion auf Andersons Label Oxide Records und wurde am 13. September 2005 auf Surfdog Records neu verlegt.

## Entstehungsgeschichte
Undressing Underwater  wurde in den Oxide Studios in Südkalifornien, im Sunset Sound in Los Angeles und den Henson Studios aufgenommen und von Rusty Anderson selbst produziert. Die meisten Lieder entstanden zwischen den Tourneen mit Paul McCartney geschrieben. Normalerweise entstanden zuerst die Texte und die Melodien wurden um die Lyrics gebaut. Bei einigen Songs wurde er dabei von David Kahne, Mudrock und Parthenon Huxley unterstützt. Der Titel des Albums (zu deutsch: „Sich unter Wasser ausziehen“) basiert auf einem Artikel in einem Pfadfinderhandbuch aus den 1960ern.
Nachdem das Album zunächst nur von Anderson selbst verlegt worden war, erschien am 13. September 2005 eine Neuauflage des Albums über die Plattenfirma Surfdog Records.

## Titelliste
1. Hurt Myself – 3:21
2. Devil’s Spaceship – 4:36
3. Electric Trains – 4:20
4. Damaged Goods – 4:29
5. Coming Down to Earth – 4:10
6. Ol’ Sparky – 4:04
7. Catbox Beach – 4:28
8. Ishmael -3:45
9. Sentimental Chaos – 4:14
10. Everybody Deserves an A in This Country – 3:30

## Gastmusiker
Auf dem Eröffnungslied Hurt Myself ist neben Paul McCartney am Bass und als Hintergrundsänger auch fast seine komplette Tourband zu hören: Abe Laboriel junior am Schlagzeug, David Kahne als Keyboarder, Probin Gregory am Flügelhorn, Brian Ray an der Akustikgitarre und Paul Wickens ebenfalls am Keyboard. Die Aufnahmen mussten relativ schnell an drei Tagen Tourpause in Los Angeles umgesetzt werden. Auf Catbox Beach ist Stewart Copeland als Schlagzeuger zu hören. Weitere Gastmusiker waren:
- Parthenon Huxley: Hintergrundgesang, Gitarre auf Coming Down to Earth
- Abe Baruck: Schlagzeug auf Damaged Goods, Sentimental Chaos
- Jim Cushinery: Gastgesang auf Damaged Goods
- Luis Conte: Perkussion auf Damaged Goods
- John Krovoza: Cello auf Electric Trains
- Gorden Townsend: Schlagzeug auf Electric Trains, Ol’ Sparky,
- Ted Falcon: Violine auf Electric Trains
- Lenny Castro: Perkussion auf Ol’ Sparky
- Scot Coogan: Schlagzeug auf Ishmael, Devil’s Spaceship
- Paul Bushnell: Bass auf Devil’s Spaceship
- Karl Brown: Klavier auf Devil’s Spaceship, Hintergrundgesang auf Everybody Deserves an A in This Country
- Brian Ray: Bass auf Catbox Beach
- Nicky P.: Reggae-Gitarre auf Catbox Beach
- Dusty Rochelle: Schlagzeug auf Everybody Deserves an A in This Country
- Wayne Rodrigues: Drumcomputer

## Musikstil
Undressing Underwater ist in erster Linie ein Rockalbum, das jedoch verschiedene Einflüsse, so unter anderem aus dem Hard Rock, dem 1960er-Jahre-Pop, dem Reggae und dem Surfrock bezieht. Rusty Anderson schrieb auf diesem Album in erster Linie Songs, die nicht auf einem Gitarrensolo basieren, wie es bei Soloalben namhafter Gitarristen sonst üblich ist.